# Oshana
De Oshana regio is een bestuurlijke regio in Namibië. Het is met 8647 km² de kleinste regio van het land. Hoewel het slechts een procent van het totale oppervlak van Namibië inneemt, woont hier bijna tien procent van de totale bevolking. Het is na Ohangwena de dichtstbevolkte regio van het land.
De naam Oshana komt van ondiepe uitlopers van een rivier die in het noorden van Namibië Oshana's worden genoemd.
De hoofdstad van de Oshana regio is Oshakati, de vroegere legerplaats van het Zuid-Afrikaanse leger.
Oorspronkelijk werd dit gebied bewoond door Kwambi sprekende Owambo's. Sinds de onafhankelijkheid van het land is Engels meer en meer algemeen.

## Plaatsen

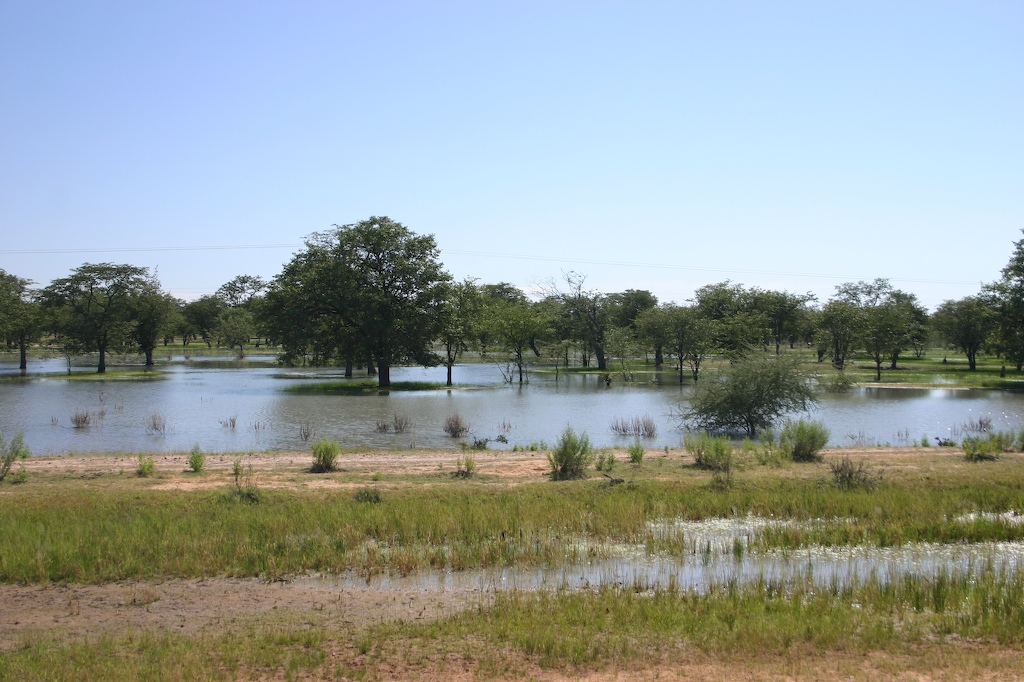
Uitloper van een Rivier

- Ondangwa, town, 50 km²
- Ongwediva, town, 44 km²
- Oshakati, town, 61 km²

Zambezi · Erongo · Hardap · ǁKaras · Kavango Oost · Kavango West · Khomas · Kunene · Ohangwena · Omaheke · Omusati · Oshana · Oshikoto · Otjozondjupa